# Chiesa e convento di San Girolamo
La chiesa e il convento di San Girolamo sono un complesso religioso sito a Siena, nell'omonima via. Sempre a Siena esistono anche la chiesa e convento di San Girolamo in Campansi.

## Storia
Il convento fu fondato nel 1354 da Francesco di Pietro Porcari per uso dei Gesuati. Fu ampliato nel secolo successivo, grazie anche ai contributi del Comune di Siena. Nel 1428 si poté così iniziare a costruire la chiesa attuale, dotandola di una sola navata e di due campate. Nel 1469 si ottennero i contributi per realizzare il primo chiostro e un pezzo di dormitorio; nel 1481 si cominciò invece la costruzione del secondo chiostro, mentre nel 1532, ancora con l'aiuto del comune, il convento si dotò di nuove stanze. 
Nel 1552-1555 il convento fu occupato e devastato dall'esercito spagnolo, ma tornò ai frati Gesuati poco dopo, fino alla soppressione dell'ordine da parte di Clemente IX nel 1668.
Si succedettero quindi varie istituzioni religiose e laiche alla guida del convento, fino a quando, nel 1855, il granduca di Toscana Leopoldo II lo cedette alle Figlie della Carità di San Vincenzo de' Paoli che trasformarono parzialmente la chiesa in stile neogotico. Il convento è oggi sede della Casa Provinciale delle stesse Figlie della Carità.

## Descrizione

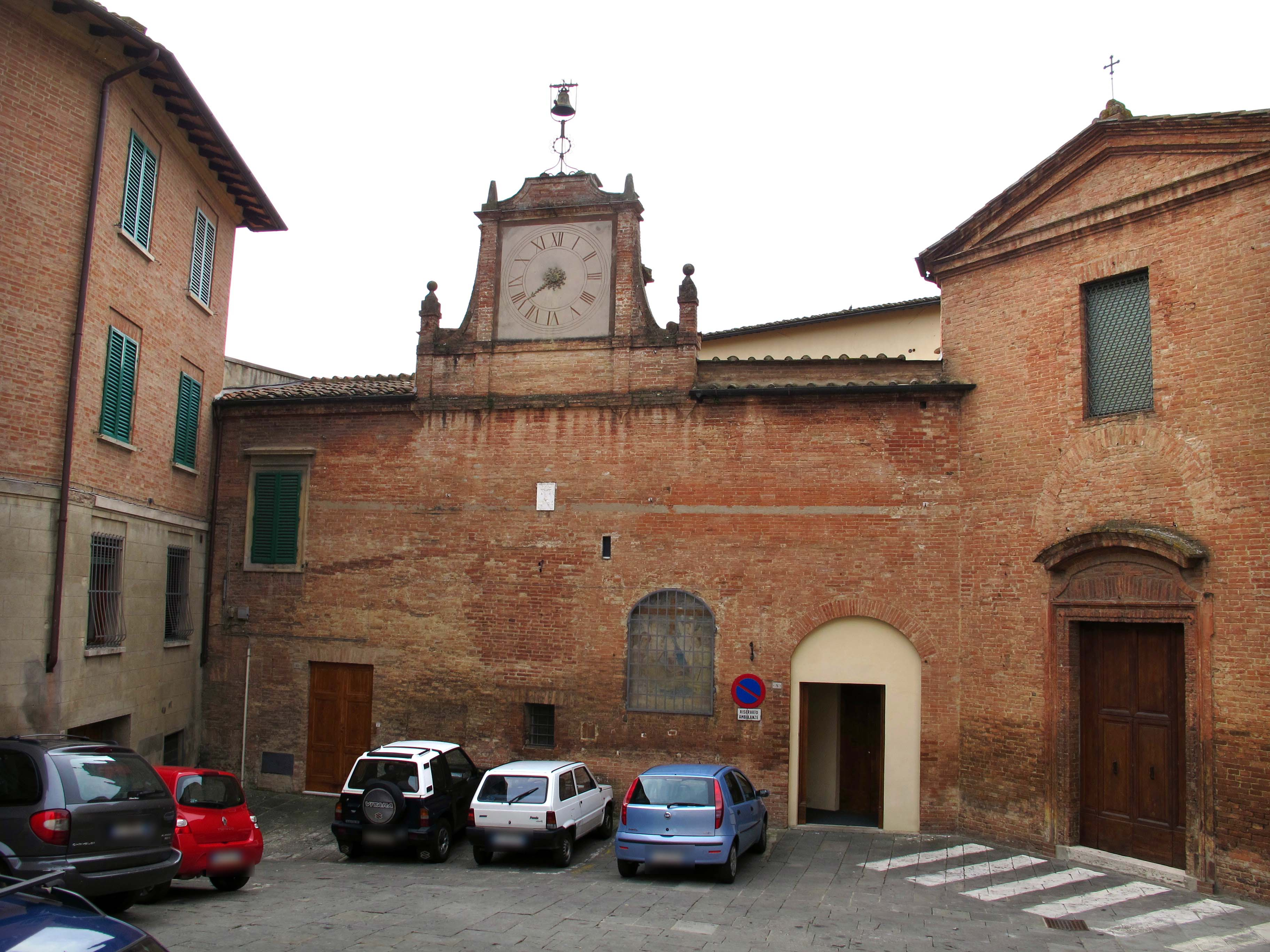
Il convento

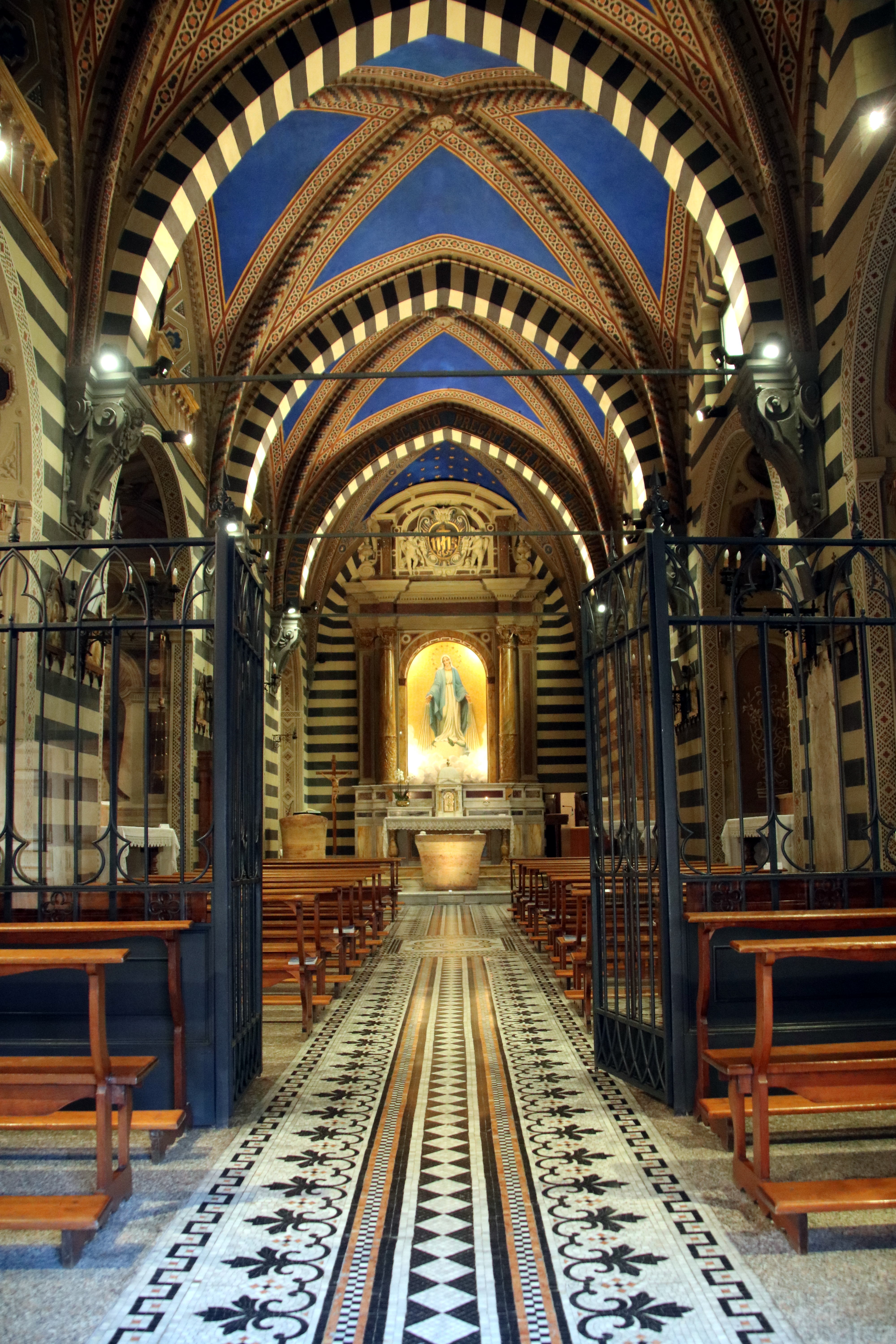
L'interno della chiesa

Sono molte le opere d'arte che si trovano nella chiesa, nel chiostro e nel convento. All'esterno, a sinistra dell'ingresso, si trova il tabernacolo contenente il grande affresco frammentario della Pietà e santi di Guidoccio Cozzarelli.
In chiesa l'opera più importante è il complesso contenente un affresco con la Madonna col Bambino, angeli e santi, opera del pittore Gesuato e ghirlandaiesco Fra' Giuliano da Firenze (seconda metà del XV secolo), un'incorniciatura marmorea di Lorenzo di Mariano, detto il Marrina (seconda metà del XV secolo), e due affreschi ai lati di Rutilio Manetti raffiguranti l'Angelo annunciante e la Madonna Annunciata (prima metà del XVII secolo).
Si segnala inoltre la lastra tombale del vescovo Antonio Bertini di Urbano da Cortona (1486), la Sant'Anna Metterza fatta dipingere come ex voto nel 1530 da Onoria Orsini a Giovanni di Lorenzo e una statua in legno policromo raffigurante Santa Caterina da Siena, attribuita a Giacomo Cozzarelli e donata ai Senesi in visita a Roma nell'anno santo 1600 dai loro concittadini residenti nella capitale.
La cappella a sinistra del presbiterio custodisce un'Incoronazione della Vergine di Sano di Pietro e l'Estasi di san Girolamo di Domenico Manetti.
Nell'ex chiostro si trova una tavola di Bernardino Fungai raffigurante l'Assunzione di Maria tra affreschi di Fra' Giuliano da Firenze, realizzati entrambi nella seconda metà del XV secolo, e le Storie del beato Giovanni Colombini di fra' Benedetto da Brescia e fra' Banedetto da Lucca (1575).
Nel convento si trovano altri dipinti di Bartolomeo della Porta, una Croce trecentesca dipinta da un ignoto seguace di Duccio di Buoninsegna all'altare della cappella interna "delle stelle", e due dipinti di Alessandro Casolani e di Francesco Vanni, del 1594 circa, che stavano in origine ai lati dell'altare maggiore della chiesa. La tela del primo, raffigurante Santa Caterina che sceglie la corona di spine, presenta un intenso pathos devozionale ma una tavolozza più essenziale e nitida rispetto a quella del Vanni, raffigurante Santa Caterina che beve il sangue di Cristo. Quest'ultima mostra una maggiore vivacità coloristica e panneggi geometrizzanti ispirati al Barocci, ma anche una maggiore intensità chiaroscurale rispetto all'urbinate.